# Butchers Dam
Butchers Dam ist ein Stausee zur Trinkwassergewinnung in der Region Otago auf der Südinsel von Neuseeland.

## Geographie
Der Stausee befindet sich rund 4 km südwestlich von Alexandra und vom Clutha River/Mata-Au aus gesehen, der rund 1,5 km östlich vorbeiführt, hinter den an der Stelle bis zu 493 m hohen Flat Top Hill. Der etwas verzweigte Stausee umfasst eine Fläche von rund 35 Hektar bei einem Seeumfang von rund 4,6 km. Bei einer Nordnordost-Südsüdwest-Ausrichtung misst der See eine Länge von rund 1,2 km und kommt an seiner breitesten Stelle an eine Ausdehnung von rund 800 m.
Der Stausee bezieht sein Wasser hauptsächlich von dem Butcher Creek, der seine Wässer von Südwesten dem See zuträgt. Die Entwässerung finden über den gleichnamigen Creek im Nordosten des Stausees statt. Der Butcher Creek entwässert ein Gebiet von 35,39 km².

## Staumauer
Die Staumauer wurde als Bogenstaumauer aus Stahlbeton mit einem direkten Überlauf ausgeführt. Sie besitzt bei einem Radius von rund 32,5 m eine Länge von 68,6 m und eine Höhe von 24,5 m. Das Speichervolumen des Stausee wird mit 2,47 Mill. m³ angegeben.

## Erreichbarkeit
Der von Südsüdwesten her kommende New Zealand State Highway 8 führt an der westlichen Seite des Sees in unterschiedlichen Abständen mit Richtung Alexandra entlang.

## Wanderweg
Von Alexandra aus führt ein Wanderweg rechtsseitig entlang des Clutha River/Mata-Au und zweigt nach rund 5,7 km für weitere rund 2,7 km in Richtung See ab. Am See angekommen, kann man die östliche Seite des Sees erwandern.